# 凱瑟琳·史托基特
凱瑟琳·史托基特（Kathryn Stockett，1969年—）是一位美國作家。她最爲著名的作品是她2009年處女作《姐妹》，其關於60年代在密西西比州傑克遜服務白人家庭的非裔美國女傭。

## 生涯
史托基特還未出版處女作時，她住在紐約並從事雜誌出版業，而九一一襲擊事件發生之後，她開始寫作。《姐妹》花了她五年完成，而這本書遭到50位作家經紀人拒絕，直到蘇珊·拉默（Susan Ramer）同意代表史托基特。《姐妹》曾翻譯爲42種語言。截至2012年8月，它已銷售超過1千萬本並在《紐約時報》暢銷書榜維持超過百周。《姐妹》在發行幾個月後就爬上暢銷書榜。

## 個人生活
史托基特在密西西比州傑克遜成長。在阿拉巴馬大學英語與創意寫作學士學位畢業之後，她搬去紐約。